# Välsk krassing
Välsk krassing eller syrisk krassing (Lepidium draba) är en växtart i släktet krassingar och familjen korsblommiga växter, först beskriven av Carl von Linné.
Arten är inte ursprunglig i Sverige, men har etablerat sig i landet, särskilt i dess södra delar. Blomman är vit.